# 巴里萊特山
46°25′50″N 6°7′34″E / 46.43056°N 6.12611°E

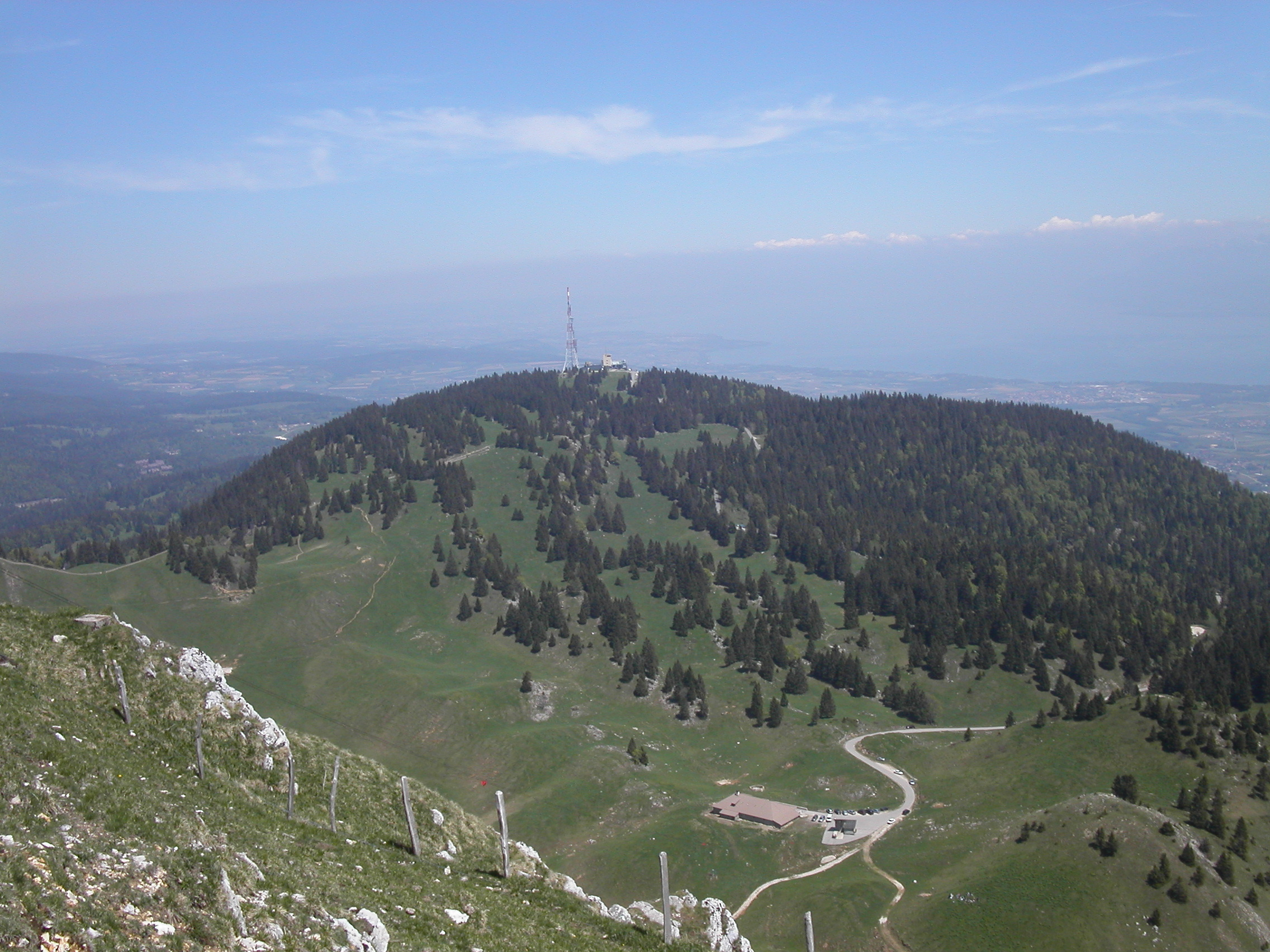

巴里萊特山（La Barillette），是瑞士的山峰，位於該國西部，由沃州負責管轄，屬於汝拉山的一部分，海拔高度1,528米，該地區是山地遠足、騎自行車、鐵人三項和滑翔傘的熱門運動區。